# اليوم العالمي للقهوة
اليوم العالمي للقهوة هو مناسبة للاحتفال بمشروب القهوة في جميع أنحاء العالم وأول تاريخ رسمي لهذا اليوم هو 1 أكتوبر 2015 كما وافق عليه المنظمة الدولية للقهوة  وتم إطلاقه في ميلان. وقد استغل هذا اليوم أيضاً للتشجيع على التجارة العادلة للقهوة وزيادة الوعي حول مشاكل مزارعي البن. في هذا اليوم سوف تقدم العديد من شركات القهوة أكواب مجانية ومخفضة من القهوة.

## التاريخ
في مارس 2014 تم اتخاذ قرار بواسطة منظمة القهوة الدولية لإطلاق أول يوم للقهوة في ميلان كجزء من معرض اكسبو 2015.

## أيام القهوة الوطنية
| التاريخ                      | الدول |
| ---------------------------- | --- |
| ابريل14                      | البرتغال |
| 6 مايو                       | Denmark[بحاجة لمصدر] |
| 24 مايو                      | Brazil |
| 6 يونيو                      | Finland |
| 27 يونيو                     | Colombia |
| 17 أغسطس                     | Indonesia |
| 22 اغسطس                     | Peru |
| الجمعة الثانية من شهر سبتمبر | Costa Rica |
| الثلاثاء الرابع من سبتمبر    | Netherlands |
| 28 سبتمبر                    | Switzerland[بحاجة لمصدر] |

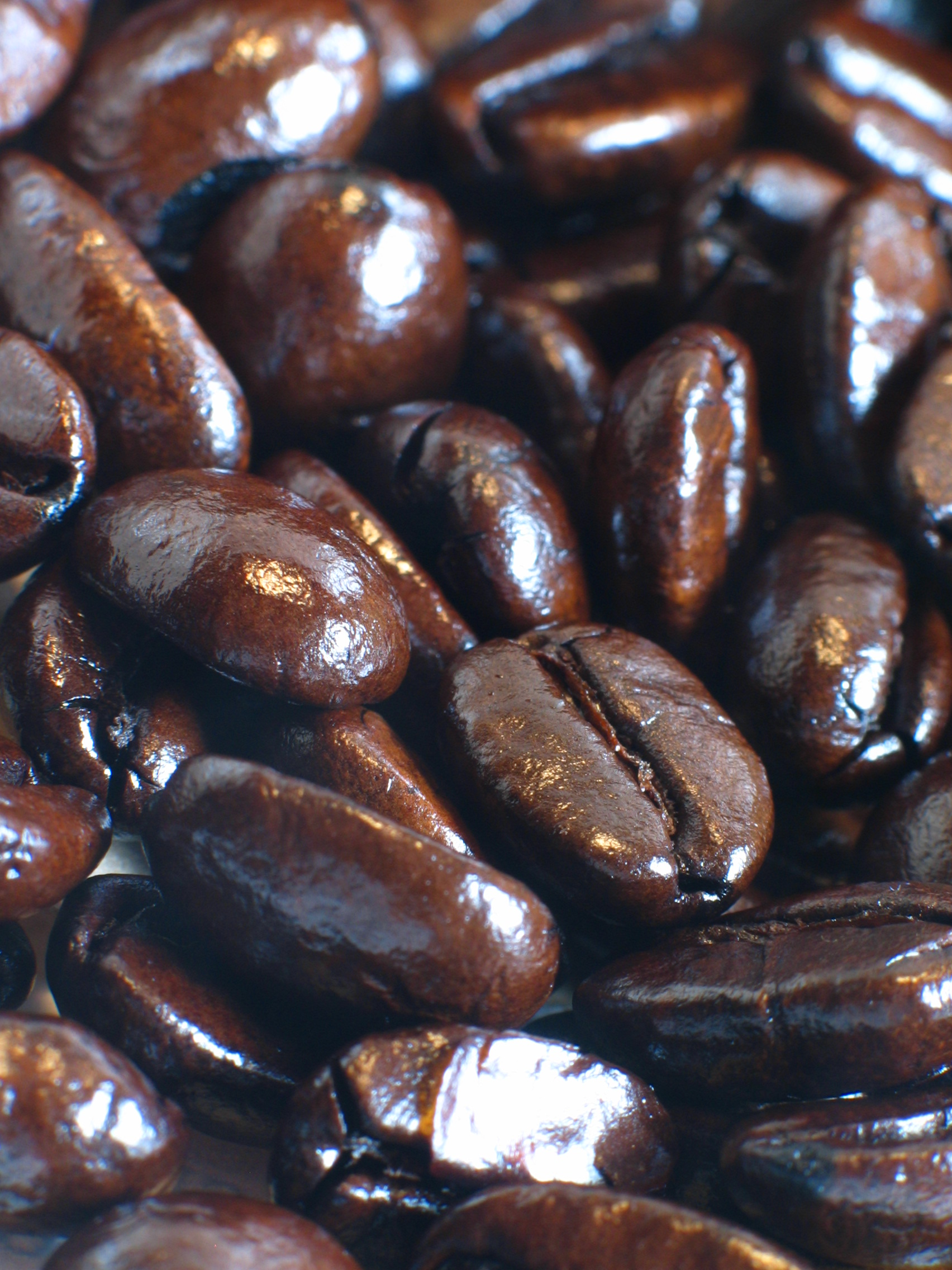
Roasted coffee beans

| 29 سبتمبر                    | النمسا[بحاجة لمصدر]- Belgium[بحاجة لمصدر] - Canada - Ethiopia[بحاجة لمصدر] - Hungary - Iceland - India (Chikmagalur, Bengaluru, The land of Coffee) - Norway - Philippines Conceived to showcase Lipa City as the longstanding "Coffee مخزن حبوب of the Philippines". - Romania South Africa[بحاجة لمصدر]، Sweden[بحاجة لمصدر] Taiwan - United States - Pakistan, Karachi - Poland |
| 1 اكتوبر                     | - Australia[بحاجة لمصدر] - Germany - Honduras - Ireland - Slovakia - Japan - Malaysia - Mexico - Mongolia[بحاجة لمصدر] - New Zealand - Singapore - Sri Lanka - United Kingdom - Bangladesh (Popular coffee chain Northend Coffee Roasters started celebrating International Coffee Day on 1st October 2019)                                                                        |